# История почты и почтовых марок Британских Виргинских островов
История почты и почтовых марок Британских Виргинских островов описывает развитие с 1762 года почтовой связи в британском владении Виргинские Острова в Вест-Индии, которые получили в 1967 году некоторые права на самоуправление и для которых с 1866 года налажен выпуск собственных почтовых марок.
Особенности и элементы рисунков почтовых марок Британских Виргинских островов (БВО), выпущенных в течение последних шестидесяти лет, довольно оригинальны и часто уникальны. На большинстве современных почтовых марок Британских Виргинских островов присутствуют следующие элементы:
- миниатюрный портрет королевы (или её вензель),
- номинал, выраженный в долларах США,
- надпись «Британские Виргинские острова», чётко указывающая на эмитента.

## Развитие почты
Ранняя история почты на Виргинских островах связана с установлением и существованием здесь британской колонии в период 1666—1871 годов. Первое почтовое отделение открылось на Тортоле в 1787 году, когда почтовые марки ещё не были изобретены.
|                                                 |
| Старинное почтовое отделение, Род-Таун, Тортола |

В начале 1800-х годов остров Тортола стал ключевым портом для почтовой сети в Карибском море. Фактически, Род-Таун, главный порт Виргинских островов, служил последней остановкой на обратном пути «пакетбота Подветренных островов» («Leeward Islands Packet»), а также очень важным перевалочным пунктом почтовых судов, соединяющих британские острова группы Малых Антильских островов. Его значение уменьшалось в течение последующих 20 лет, а в 1823 году контроль над пакетботным сообщением был передан Адмиралтейству, и по мере истечения срока действия контрактов пакетботы заменялись военно-морскими бригами. Это изменение до этого обсуждалось в течение ряда лет, и немедленное воздействие на существующие расписания доставки почты и маршруты было минимальным и не затронуло Виргинские острова.
К середине 1830-х годов Вест-Индия по-прежнему обслуживалась два раза в месяц курсирующими пакетботами, при этом плавание туда и обратно почти занимало почти три месяца. Барбадос оставался первым портом для пакетботов, а Сент-Томас — последним портом перед их отплытием домой. В Сен-Томасе они дожидались прибытия судов с почтой из Подветренных островов. В результате технического прогресса в 1835 году в Вест-Индии на смену пакетботам стали приходить пароходы и в 1842 году открылось регулярное пароходное сообщение, когда компания Royal Mail Steam Packet Company запустила сообщение с Великобританией между Фалмутом и Вест-Индией два раза в месяц. С самого начала почтовое сообщение Royal Mail Steam Packet Company включало маршрут из Сен-Томаса в Демерару (через Подветренные острова и Барбадос) и обратно. Действительно, остров Тортола был первой остановкой на южном отрезке и предпоследний на обратном пути. Плавание туда и обратно занимало четырнадцать дней. Когда в 1850 году был подписан новый контракт, новые маршруты не включали Тортолу, и причины этого решения крылись в развале местной экономики после отмены рабства в 1834 году и уменьшения объёма пересылаемых почтовых отправлений. Корреспонденция для Тортолы теперь доставлялась в Сен-Томас. Это подтверждает расписание компании за март 1860 года, в котором говорится, что «письма для Тортолы должны доставляться суперинтенданту компании в Сент-Томасе, который будет отвечать за немедленную передачу и погрузку обратных почтовых отправлений».
В 1858 году небольшая партия почтовых марок, выпущенных Великобританией с изображением королевы Виктории, поступила в обращение в местном почтовом отделении. Эти почтовые марки гасились номерным почтовым штемпелем «А13» и в таком виде встречаются крайне редко.

## Выпуски почтовых марок

### Первые марки
Первые почтовые марки номиналом в 1 пенни зелёного цвета и 6 пенсов розового цвета были выпущены в декабре 1866 года — в начале 1867 года. На них была изображена Святая Урсула, у которой, согласно легенде, было 11 тысяч девственных подружек, в честь которой и были названы острова. На самом деле Дева, изображённая на первых почтовых марках, не является ни Святой Урсулой, ни Мадонной. Моделью, предоставленной в распоряжение гравёра, был оттиск печати местного суда с изображением богини правосудия, держащей в одной руке весы, отсюда появилось изображение Святой Урсулы и 11 лампад, символизирующих каждая 1000 девственниц.

### Марки Подветренных островов
C 1880 года в почтовом обращении использовались марки колониального типа. В 1871 году Виргинские острова и пять других президентств Малых Антильских островов образовали новую федеративную колонию Подветренных островов, которая в октябре 1890 года начала выпуск собственных почтовых марок. По информации в «Большом филателистическом словаре», почтовые марки Подветренных островов были в обращении в 1891—1899 годах. Они предназначались для замены местных выпусков, но по практическим соображениям использовались одновременно с почтовыми марками Виргинских островов. В январе 1899 года Виргинские острова возобновили эмиссию собственных почтовых марок. В период между 1903 и 1956 годами почтовые марки Виргинских островов и Подветренных островов использовались одновременно.

### Эпоха трёх королей
После смерти королевы Виктории, в 1904 году почтой Виргинских островов была выпущена новая серия стандартных марок с изображением её преемника, короля Эдуарда VII. Аналогично, почтовые марки для короля Георга V были выпущены в 1913 году, а также между 1922 и 1929 годами. Эпоха трёх королей продолжилась в 1937 году выпуском коронационной серии из трех марок в ознаменование вступления на престол короля Георга VI. При этом в 1935 году были изданы первые памятные марки.

### Ветры перемен
После охватившей всю колонию демонстрации в 1949 году, на следующий год Великобритания согласилась на восстановление частично выборного законодательного совета. Восстановление вступило в силу 2 апреля 1951 года одновременно с выпуском в честь этого события новой серии из четырёх напечатанных способом глубокой печати почтовых марок. На них была изображена карта колонии и камейный портрет монарха на основе послевоенной фотографии Дороти Уайлдинг, которая, впоследствии получила большое признание у филателистов за вклад в дизайн первых британских стандартных и памятных почтовых марок 1950-х и 1960-х годов. Напечатанная в типографии фирмы Waterlow and Sons серия, посвящённая восстановлению законодательного совета, знаменует собой возвращение к обычному монохромному стилю.
Вторая и последняя стандартная серия правления короля Георга VI вышла 15 апреля 1952 года, после смерти короля. Эта серия с изображением портрета работы Уайлдинг из 12 марок была напечатана способом глубокой печати компанией De La Rue & Co. на тонкой тонированной белой бумаге. Марки номиналом в 1, 2, 4, 8, 12 и 24 цента одноцветные, а остальных номиналов — двухцветные. Карты были изображены на марках следующих номиналов: 2 цента (Йост-Ван-Дейк), 4 центов (Анегада), 8 центов (Верджин-Горда), 12 центов (Род-Таун, столица острова), и 4,80 доллара с изображением общей карты архипелага. Эта последняя марка заслуживает особого упоминания, поскольку написание «Virgin Gorda» искажено на «VIRGIN CORDA». На марках номиналом в 8 центов с подробной картой острова написание правильное. Почтовая марка номиналом в 4,80 доллара была позже перевыпущена, но ошибка так и не была исправлена. На почтовых марках других номиналов, за одним исключением, изображены живописные виды островов: 1 цент — остров Сомбреро, 3 цента — овцеводство, 5 центов — скотоводство, 60 центов — «Dead Man’s Chest», 1,20 доллара — канал сэра Фрэнсиса Дрейка, 2,40 доллара — Род-Таун. На почтовой марке номиналом в 24 цента представлена эмблема президентства с изображением Святой Урсулы с двенадцатью зажжёнными лампами.
Тогда как опечатка на марке самого высокого номинала не вызвала ажиотажа среди коллекционеров, марка самого низкого номинала, в 1 цент, вызвала определённый интерес. На ней изображён маяк на острове Сомбреро — скала, прозванная «испанской шляпой» поколениями моряков. В то время этот крошечный остров входил в состав колонии Виргинские острова, но в 1956 году при роспуске Федерации Подветренных островов контроль над ним перешёл к Сент-Киттс-Невис-Ангилья.

### Денежные единицы
В 1951 году была введена новая десятичная денежная единица (1 доллар Британской Вест-Индии = 100 центов), хотя в обращении оставались почтовые марки с номиналами в британской валюте (1 пенни = 2 цента). Эта ситуация породила проблемы с конвертацией, поскольку для расчетов фактически использовался доллар США. Жители Виргинских островов считали британскую валюту «проблемной» и сильно невзлюбили доллар БВИ. Учитывая эти обстоятельства, почтовые служащие должны были конвертировать каждую операцию из фунта стерлингов в доллар БВИ, и наконец в доллар США [1,20 доллара БВИ равнялись 5 шиллингам (60 пенсов), или 70 центам США, при этом 2 цента БВИ также переводились в 1 пенни]. Почтовому ведомству приходилось волей-неволей делить на 12 и умножать на 7 при каждой операции. Проблему усугубляло то, что многие почтовые тарифы невозможно было точно перевести в центы США. Коммерческие конверты (и даже «филателистические» конверты) с оплатой почтового тарифа сочетанием почтовых марок с номиналами в прежней британской валюте и в новых центах БВИ встречаются довольно редко. Мучения с валютой БВИ закончились 10 декабря 1962 года, когда была перевыпущена серия королевы Елизаветы II с надпечатками новых номиналов в американской валюте.

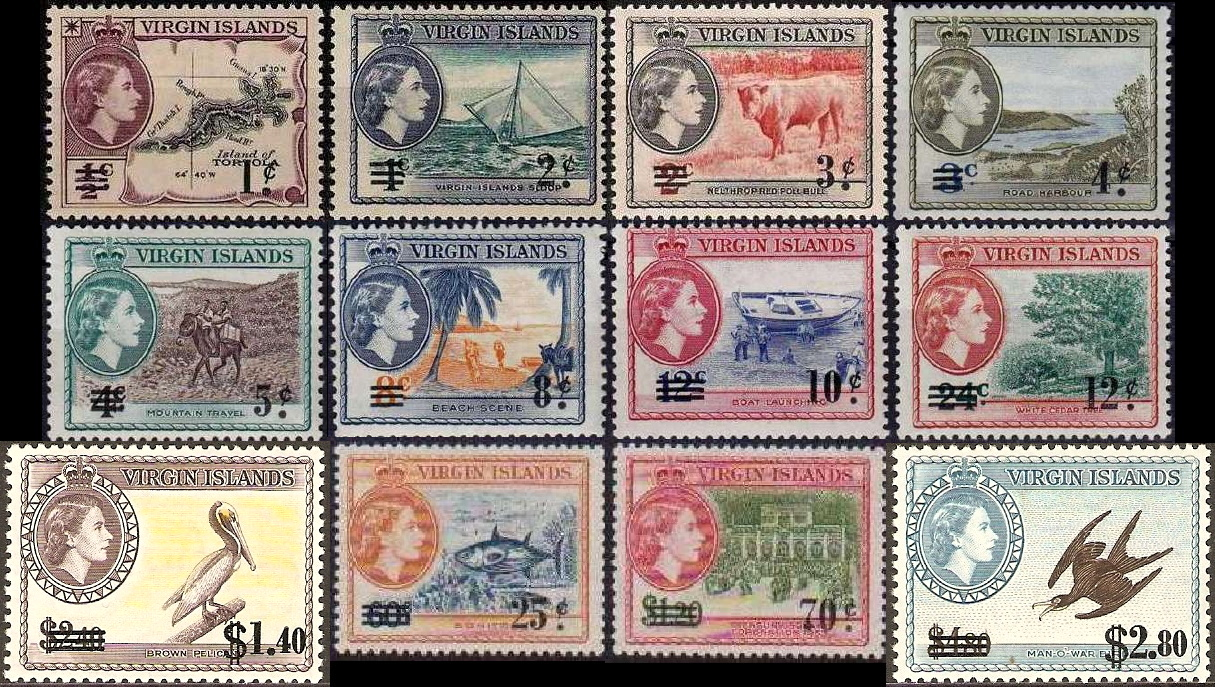
На стандартной серии 1962 года надпечатаны номиналы в долларах США

Тремя годами ранее, в 1959 году, доллар США стал законным средством платежа на Виргинских островах, но к тому времени почтовые марки с номиналами в британской валюте давно вышли из употребления. Начиная с 1917 года, когда США приобрели бывшую Датскую Вест-Индию (Сент-Томас, Сент-Джон и Сент-Круа — известные как Виргинские острова США), доллар США пользовался большой популярностью на территории БВО и со временем стал их валютой «де факто». Пятьдесят лет спустя, в 1967 году, местные законодатели приняли законопроект, провозгласивший доллар США единственным законным платежным средством.

### Изменение названия территории
Слово «British» («Британские») впервые появилось в 1951 году на почтовых марках Виргинских островов, выпущенных в честь восстановления конституции и законодательного совета. На последующих выпусках представлена традиционная надпись «Virgin Islands» («Виргинские острова»).
Всего за первые сто лет эмиссий этой британской колонии появилось 140 почтовых марок. Помимо названия «Virgin Islands» («Виргинские острова») и «British Virgin islands» («Британские Виргинские острова»), на оригинальных марках этой территории можно также встретить текст: «Postage & Revenue» («Почтовый и гербовый сбор»).
На всех последующих выпусках Виргинских островов начиная с 1968 года, в результате меморандума Министерства иностранных дел и по делам Содружества и только с двумя исключениями (марки 1968 года, посвящённые Мартину Лютеру Кингу, и марки 1976 года, посвящённые Дню дружбы Виргинских островов США и БВО), присутствует надпись: «BRITISH VIRGIN ISLANDS» («Британские Виргинские острова»). В 1972 году для этих островов был эмитирован первый почтовый блок.

### Тематика
С 1866 года БВО выпустили около 1450 почтовых марок, при этом последние сорок лет на них постоянно представлены многие самые популярные темы. Фактически одной из основных причин их большой популярности является то, что почтовые марки БВО отображают самые разнообразные и интересные темы, такие как спорт, корабли, марки на марках, пираты, исторические деятели, ученые, флора и фауна, птицы, орхидеи, грибы, карты, клубы «Ротари» и «Лайонз», шахматы, медицина, монеты, мир морских обирателей, морские раковины, члены королевской семьи, авторы, политики и знаменитые жители Виргинских островов.
Весной 1986 года на Британских Виргинских островах подготовили сцепку из двух почтовых марок с изображением Майкла Джексона и его автографом. Каждая из миниатюр имела номинал в 1,5 доллара. Небольшое количество марок (несколько сотен штук) было уже отпечатано, но тут же аннулировано. Причиной этому были нормы закона, согласно которым из живущих людей на марках можно помещать портреты только членов королевской семьи Великобритании. Сохранились некоторые экземпляры этих марок, которые распространялись перед назначенной датой выпуска с рекламно-информационными целями.

Аннулированные почтовые марки Британских Виргинских островов, посвящённые Майклу Джексону (1986)

## Военно-налоговые марки
Во время Первой мировой войны, ряд британских колоний ввела временный налог на переписку с целью сбора средств на расходы, понесенные в связи с войной. В середине августа 1916 года на Тортоле было опубликовано извещение о том, что с 1 сентября за все письма и посылки, отправляемые на Виргинских островах в пункты Британской империи за пределами Подветренных островов, приходилось оплачивать дополнительный почтовый сбор следующим образом: 1 пенни за каждое письмо и 3 пенса за каждую посылку. С входящих почтовых пакетов, содержащих облагаемых пошлинами товары, также взимался «дополнительный военный налог» («War Surtax») в размере 3 пенсов перед вручением. «С этой целью скоро в продажу поступят почтовые марки номиналом в 3 пенса и 1 пенни с надпечаткой англ. „WAR STAMP“ („Военная марка“). Пока они не будут готовы, могут использоваться обычные почтовые марки», — говорилось в извещении почтмейстера.
Марки военного налога появились в обращении в 1917 году. 1 февраля 1917 года налог был распространён на письма, адресованные в США. Конверты или почтовые квитанции, оформляющие надлежащее (не в филателистических целях) использование этих марок, встречаются редко.

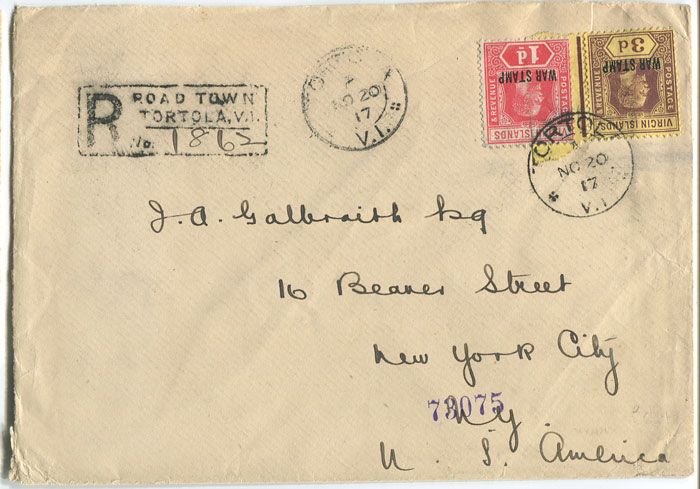
Конверт заказного письма (1917), отправленного из Род-Тауна (Тортола) в Нью-Йорк и франкированного военно-налоговыми марками номиналом в 1 пенни и 3 пенса

После окончания войны военно-налоговые марки продолжали использоваться в качестве стандартных почтовых марок.

## Коллекционирование
Эти идиллические и уникальные острова отметились и в филателии. С момента своего появления около 150 лет назад почтовые марки Виргинских островов очаровывали коллекционеров со всех уголков земного шара и из всех слоёв общества: от короля Георга V до королевы Елизаветы II и известного британского миллионера, от премьер-министров до финансистов и голливудских звёзд, а также туристов, которые посещают острова — все они очарованы красотой местных почтовых марок.